# Скалон, Александр Васильевич (художник)
Александр Васильевич Скалон (1874—1942) — русский и советский художник и общественный деятель. Член ЛССХ.

## Биография
Родился в 1874 году. Происходил из дворянского рода Скалонов. Сын Василия Юрьевича Скалона — общественного деятеля и публициста.
Ученик Императорской Академии художеств с 1894 по 1902 годы. 1 ноября 1902 года ему было присвоено звание художника за картину «В деревне».
Экспонент ряда выставок, в том числе и ТПХВ. Принимал участие в выставках в залах Императорской Академии художеств, был активным участником Общества взаимного вспомоществования русских художников и Русского художественно-промышленного общества в Санкт-Петербурге.
В 1920-х годах был сотрудником Тверской губернской коллегии по делам музеев.
Умер в феврале 1942 года в блокадном Ленинграде.
Скалон был дружен с Николаем Рерихом, сохранилась их переписка.

## Труды
Работы художника имеются в Государственном Русском музее.